# Commer
Commer é uma comuna francesa na região administrativa da Pays de la Loire, no departamento de Mayenne. Estende-se por uma área de 22,88 km². Em 2010 a comuna tinha 1 255 habitantes (densidade: 54,9 hab./km²).